# Orsidis
Orsidis is een kevergeslacht uit de familie van de boktorren (Cerambycidae). De wetenschappelijke naam van het geslacht werd voor het eerst geldig gepubliceerd in 1866 door Pascoe.

## Soorten
Orsidis omvat de volgende soorten:
- Orsidis acutipennis (Breuning, 1938)
- Orsidis andamanensis Breuning, 1958
- Orsidis flavosticticus Breuning, 1938
- Orsidis privatus (Pascoe, 1866)
- Orsidis proletarius (Pascoe, 1858)
- Orsidis singaporensis Breuning, 1979